# Détroit Fildes
Le détroit Fildes (en anglais : Fildes Strait) est un détroit séparant l'île du Roi-George et l'île Nelson dans les îles Shetland du Sud, en Antarctique.

Les îles Shetland du Sud.